# Gragnano
Gragnano is een Italiaanse gemeente, onderdeel van de metropolitane stad Napels, wat voor 2015 nog de provincie Napels was (regio Campanië) en telt 29.723 inwoners (31-12-2004). De oppervlakte bedraagt 14,6 km², de bevolkingsdichtheid is 1991,10 inwoners per km².
De volgende frazioni maken deel uit van de gemeente: Aurano, Caprile.
Tot 1818 was de kerk Santa Maria Assunta de kathedraal van het bisdom Lettere-Gragnano.

## Geografie
De gemeente ligt op ongeveer 141 m boven zeeniveau.
Gragnano grenst aan de volgende gemeenten: Agerola, Casola di Napoli, Castellammare di Stabia, Lettere, Pimonte, Ravello (SA), Sant'Antonio Abate, Santa Maria la Carità, Scala (SA).